# Lelio Biscia
Lelio Biscia (ur. 15 czerwca 1575 w Rzymie, zm. 19 listopada 1638 tamże) – włoski kardynał.

## Życiorys
Urodził się 15 czerwca 1575 roku w Rzymie, jako syn Bernardina Biscii i Vittorii Scapucci. Został referendarzem Trybunału Obojga Sygnatur i klerykiem, a następnie dziekanem Kamery Apostolskiej. 19 stycznia 1626 roku został kreowany kardynałem diakonem i otrzymał diakonię Santi Vito, Modesto e Crescenzia. 9 lutego 1637 roku został podniesiony do rangi kardynała prezbitera i otrzymał kościół tytularny Santa Maria del Popolo. Zmarł 19 listopada 1638 roku w Rzymie.